# Блиставица
Блистави́ца (укр. Блиставиця) — село Бучанского района (ранее Бородянского района) Киевской области.
На юге граничит с пгт Ворзель, на востоке с пгт Гостомель, на севере с деревней Лубянка и на юго-западе с селом Мироцкое.

## История
На территории села и в ее окрестностях найдены орудия труда каменного века, обнаружен славянский могильник (погребение) X—[XIII века].
В советское время село пострадало от Голодомора и репрессий. Зимой 1929 года на общем собрании села был образован колхоз «Путь правды». Первыми в селе были раскулачены четыре семьи: Жмицика И. К. — семья из 5 человек; Даниленко Ф. М. — 12 человек; Демченко Ф. Т. — 4 человека; Осадчего Г. А. — 4 человека. Следовательно, было репрессировано еще 5 семей — всего 45 человек — все они были депортированы в Сибирь..
Во вторую волну раскулачений попали трудолюбивые семьи Даниленко, Григория Осадчего, Онисько Мищенко, Семена Кривенко, Луку Пархоменко, имущество и землю которых были конфискованы, а сами депортированы. Следовательно, началось изъятие продуктов у менее богатых крестьян и весной и летом 1933 начался голод. Общее количество умерших от голода установить не удалось. В середине 2000-х годов в деревне проживал 81 человек. Идентифицировано одно лицо — согласно свидетельству Моргун Ф. В., 1920 г.р.н., записанного в 2008 году местным учителем Гуменюк Л. Н., от голода умерла ее сестра.
За мужество и героизм, проявленные на фронтах Второй мировой войны, 98 жителей Блиставицы награждены орденами и медалями СССР.
До админреформы 2020 село входило в Бородянского района. С 2020 года в Бучанский район.

## Население
Согласно переписи УССР 1989 года численность населения села составляла 1191 человек, из которых 537 мужчин и 654 женщины.
По переписи населения Украины 2001 года в селе проживал 1161 человек.

### Язык
Распределение населения на родном языке по данным переписи 2001 года:
| Язык        | Процент |
| ----------- | ------- |
| украинский  | 94,62%; |
| русский     | 4,95%;  |
| белорусский | 0,17%;  |
| болгарский  | 0,09%   |
| армянский   | 0,09%   |

## Социальная сфера
Село имеет 12-летнюю школу, дом культуры, библиотеку, церковь, медицинский пункт, детский сад.

## Закрытый коттеджный городок
В селе расположен закрытый коттеджный городок "Полесье-2006". Поселок окружен высоким забором, охраняется частной охраной, имеет собственных электриков и сантехников. В этом городке расположен участок нардепа Андрея Клочка  .

## Известные люди
Уроженцы села:
- О. О. Тарасенко — кандидат сельскохозяйственных наук
- В. А. Католиченко — кандидат технических наук;
- П. С. Леоненко — кандидат экономических наук;
- Н. М. Руденко — кандидат исторических наук.

## Местный совет
07835, Киевская обл., Бородянский р-н, с. Блиставица, ул. Ярослава Мудрого, 1